# スカイトイレ
スカイトイレは、工期が短い建設現場や高層ビルの工事現場などで、仮設トイレを設置できないような場所に設置される男性の小便専用の簡易トイレ。

## 概要
上部が便器、下部がポリタンクになっており、溜まった小便をトイレあるいは汚水舛に流す。ポリタンクの容量は製品にもよるが20L程度のものが多い。1回の小便の量は300ml～500mlなので、40回～65回分の小便を貯められる。移動が容易に出来、施工の必要がない。もともと、建設現場用に開発されたものだが、災害時に活用される場合もある。どこでも使える簡易トイレで、持ち運びに便利なキャップもついているが、欠点として、周囲に囲いを置かないと丸見えになってしまう点がある。